# Olomoucká punktace

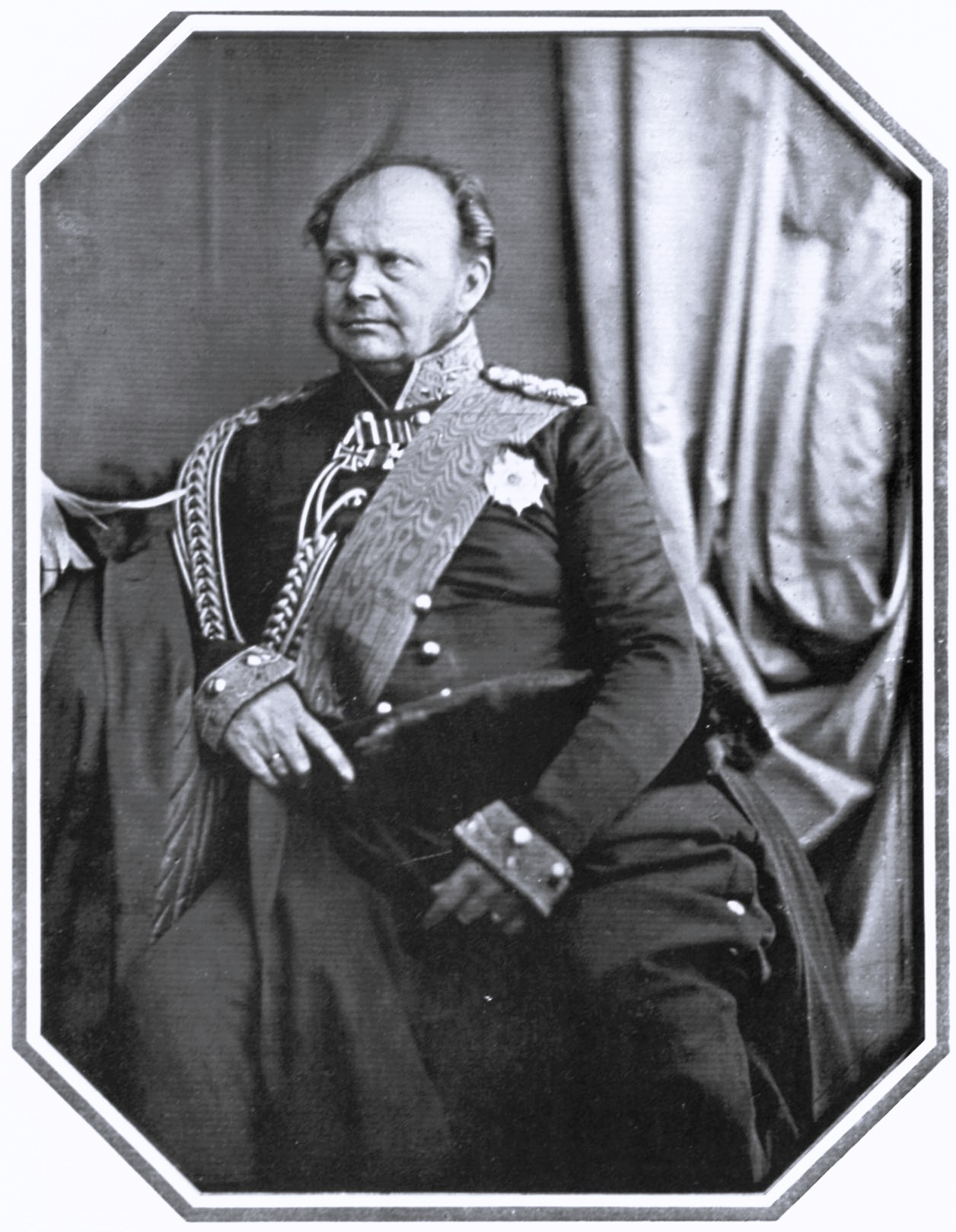
Fridrich Vilém IV.

Olomoucká punktace (v překladu nejspíše vyrovnání), známá také jako Olomoucká smlouva, byla uzavřena 29. listopadu 1850 v Olomouci mezi mocnostmi Pruskem, Rakouskem a Ruskem.
Bylo to v období, kdy se již začalo hohenzollernské Prusko (v čele s králem Fridrichem Vilémem IV.) projevovat jako rival habsburského Rakouska (s vládnoucím císařem Františkem Josefem I.) a začalo ohrožovat vedoucí postavení Rakouska v Německém spolku. Prusko dokonce vojensky zasáhlo v samostatném Hesenském knížectví, které bylo součásti spolku. 
Rakousko dalo Prusku ultimátum a po jeho odmítnutí začalo v Čechách a na Moravě soustřeďovat proti Prusku armádu, očekával se válečný konflikt. Do dalšího vývoje však rázně zasáhl ruský car Mikuláš I. Ten, přestože měl za manželku sestru Fridricha Viléma IV., se pro případ války jednoznačně postavil na stranu Rakouska, svého tradičního spojence. Smlouva byla podepsána v Arcibiskupském paláci v Olomouci.
Prusko se muselo podrobit a Olomouckými punktacemi uznalo hegemonii Rakouska v Německém spolku. Byl to ale poslední větší úspěch rakouské diplomacie na zahraničním poli.

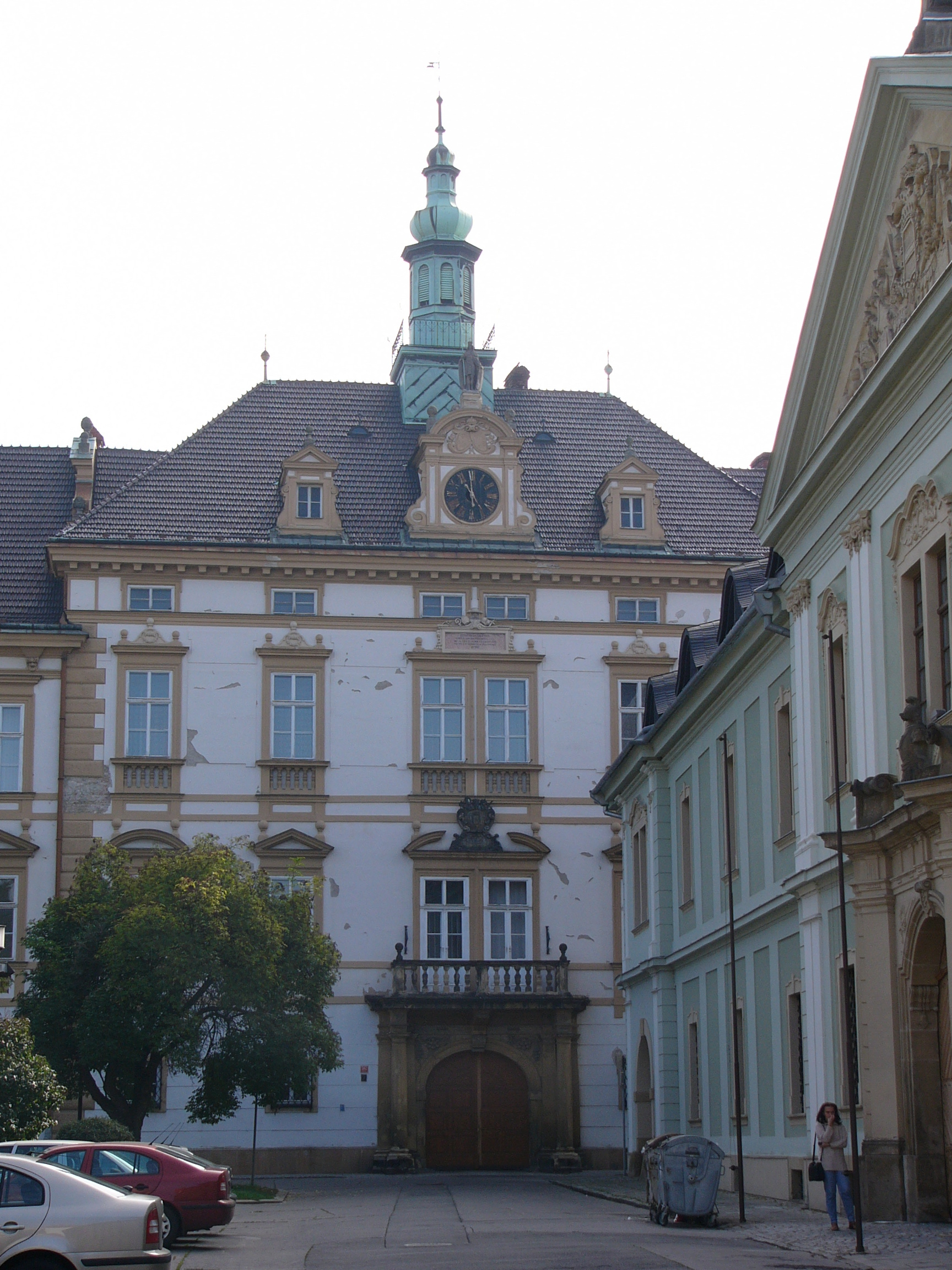
Smlouva byla podepsána v Arcibiskupském paláci v Olomouci.